# Courtrizy-et-Fussigny
Courtrizy-et-Fussigny è un comune francese di 72 abitanti situato nel dipartimento dell'Aisne della regione dell'Alta Francia.

## Società

### Evoluzione demografica
Abitanti censiti